# Marit van den Berg
Marit van den Berg (2001) es una deportista neerlandesa que compite en triatlón. Ganó una medalla de bronce en el Campeonato Africano de Triatlón de 2025.

## Palmarés internacional
| Campeonato Africano | Campeonato Africano            | Campeonato Africano | Campeonato Africano |
| Año                 | Lugar                          | Medalla             | Prueba              |
| ------------------- | ------------------------------ | ------------------- | ------------------- |
| 2025                | Nelson Mandela Bay (Sudáfrica) | Medalla de bronce   | Individual          |

1. ↑  En algunas ediciones del Campeonato Africano se permitió la participación de triatletas de otros continentes.